# Полексяне
Полексяне ― западнобалтское племя в бассейне реки Нарева и на правобережье Западного Буга в первых столетиях II тысячелетия н. э.

## Первое упоминание
Впервые встречается в 1-й книге Хроники Винцентия Кадлубка.

## Этимология названия
Две версии
- Название племени связывают с балтскими гидронимами Pala, Palios, Pelesa, Pelysa ― болото, болотистый лесок; река Lek (Elk) ― paleksiani.
- Термин просиходит от топонима Полесье, который впервые встречается в Галицко-Волынской летописи под 1274 годом, когда князь Мстислав «ѿ Копылѧ воюӕ по Полѣсью».

В польских источниках термин polexiani («полексяне» или «полешане»). В современной польской исторической литературе их обычно называют podlasianie, реже podlaszanie.

## История полексян
По мнению некоторых историков, полексяне вместе с ятвягами, дайновой и судовой составляли ятвяжский племенной союз, их соседями были галинды (голядь) и мазуры (мазовшане). Болеслав IV Кудрявый около 1166 года и князь Казимир II в 1192 году ходили войной на полексян. В XIII веке полексяне неоднократно подвергались нападениям польских, киевских, волынских князей и немецких рыцарей. В итоге, до конца XIII века полексян осталось мало, и проживали они, в основном, в труднодоступных местах Беловежской пущи и др. В дальнейшем их земли вошли в Великое княжество Литовское. 
Во второй половине XIX века полексяне (паляшане, палясяне) упоминаются в статистических документах Российской империи как жители некоторых уездов Гродненской губернии, ― отмечалось, что они были православными, но отличались от остальных крестьян обликом и обычаями.